# 7447 Marcusaurelius
7447 Marcusaurelius este o planetă minoră (asteroid), cu un diametru de 5,034 km, din centura de asteroizi. A fost descoperită pe 17 octombrie 1977 la Observatorul Palomar de Cornelis Johannes van Houten și a fost numită după Marc Aureliu. 
Obiectul prezintă o orbită caracterizată de o semiaxă mare de 2,3910701 UAi, o excentricitate de 0,1, o înclinație de 6,65337 ° în raport cu ecliptica.